# Verein für Kanusport Wuppertal
Der Verein für Kanusport Wuppertal e. V. (VfK) ist ein Kanusportverein mit Sitz in Wuppertal.
Der Verein betreibt Kanusport in den Sparten Drachenboot, Kanurennsport, Outriggercanoe und Kanuwandern, zeitweise auch Kanumarathon und Kanuslalom. In den 1970er und 1980er Jahren war er als einer der drei Trägervereine der Kanu-Sportgemeinschaft Wuppertal einer der erfolgreichsten Kanurennsportvereine Deutschlands und gewann mehr als 100 Deutsche Meistertitel, vor allem in den Canadier-Disziplinen. 1972 stellte der VfK mit Hans-Martin Röse und Klaus von der Twer, 1984 und 1988 mit Hartmut und Wolfram Faust Teilnehmer an den Olympischen Spielen, darüber hinaus nahmen zahlreiche Sportler des Vereins an Kanu-Weltmeisterschaften teil.
Die Drachenbootabteilung des Vereins errang seit 1999 mehr als 21 Weltmeister-Titel und stellte 2005 die Siegermannschaft bei den World Games.
Der VfK unterhält ein Bootshaus am Beyenburger Stausee an der Wupper auf dem Gebiet der Stadt Ennepetal in der Nähe von Wuppertal-Beyenburg.
Der VfK ist auch Ausrichter des Bergischen Drachenbootfestivals, das jährlich fünfstellige Besucherzahlen anzieht.

## Vereinsgeschichte

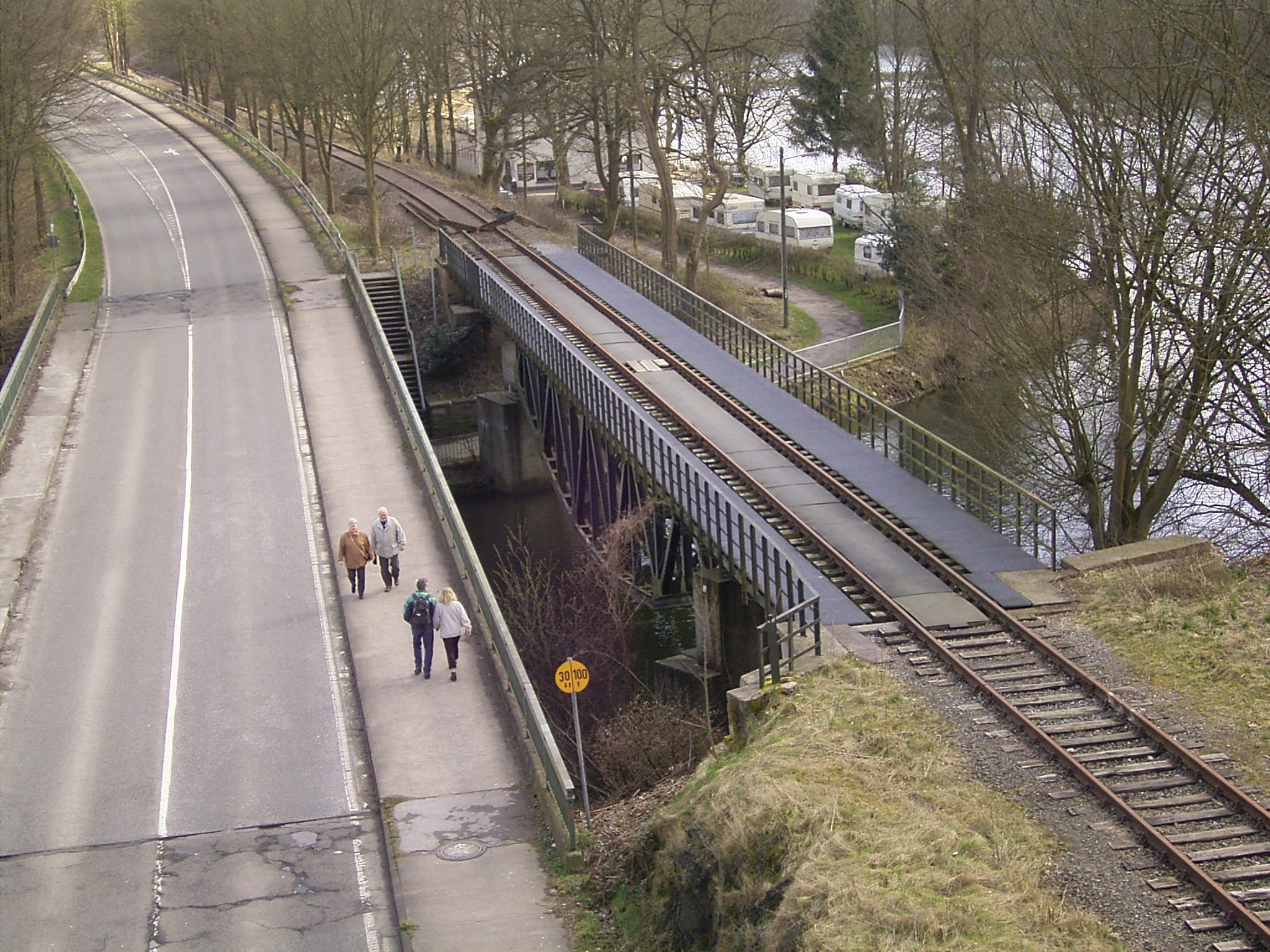
Das Bootshaus des VfK (im Hintergrund)

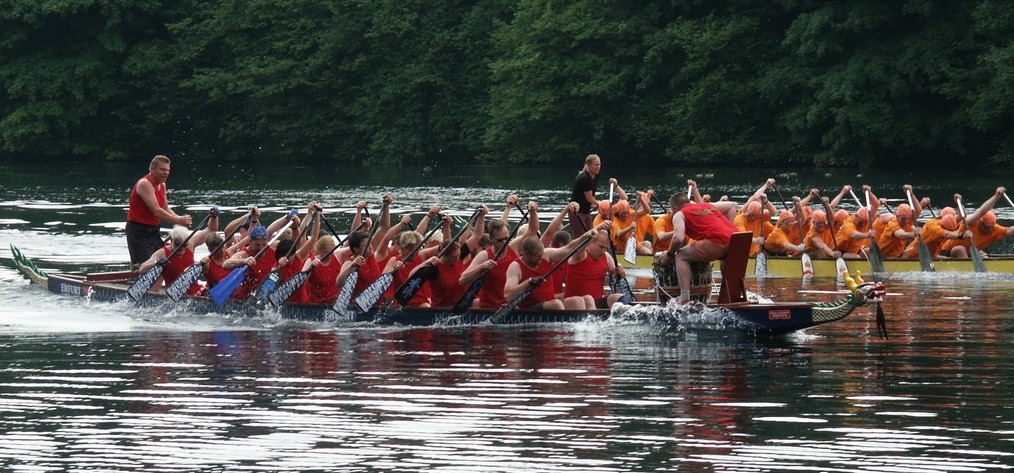
Bergisches Drachenbootfestival

Der Verein wurde am 4. Mai 1928 in der damals noch selbstständigen Stadt Barmen als „Verein für Kanusport Barmen“ gegründet. Zum ersten Vorsitzenden wählte man den späteren Präsidenten des Deutschen Kanu-Verbandes, Otto Vorberg. Das erste Bootshaus – ein schlichtes Holzhaus am Ufer der Wupper im Ortsteil Beyenburg – wurde bereits 1929 eingeweiht.
1933/1934 schloss man sich mit anderen Vereinen der neu gegründeten Stadt Wuppertal unter dem Namen „Verein für Kanusport Roemryke Berge“ zusammen. Seit 1945 lautet der Name „Verein für Kanusport e. V. Wuppertal“.
Im Jahre 1948 gelang es dem Team Helsper/Heinze, im Zweier-Canadier den ersten Deutschen Meistertitel zu holen. Im Kanu-Slalom gewann Marlene Engemann 1958 erst- und einmalig einen Deutschen Meistertitel in dieser Disziplin für Wuppertal.
Anfang der 1950er Jahre musste das bisherige Bootshaus der Vergrößerung des Beyenburger Stausees weichen, da der Wasserspiegel um 2,30 Meter erhöht werden sollte. Die Mitglieder entschieden sich für einen Neubau in der unmittelbaren Nähe. 1953 wurde das neu errichtete Bootshauses am heutigen Standort eingeweiht.
1971 war der VfK neben der Wuppertaler Paddler-Gilde und dem ESV Wuppertal-Ost an der Gründung der Kanu-Sportgemeinschaft Wuppertal (KSGW) beteiligt. Die KSGW avancierte in den 1970er und 80er Jahren zum erfolgreichsten Kanurennsportverein der Bundesrepublik und holte mehr als 200 Deutsche Meistertitel.
Als einer der ersten deutschen Vereine gründete der VfK 1991 eine Drachenbootabteilung und gelangte auch in dieser Disziplin schnell an die nationale und internationale Spitze. Als „Drag-Attack-Team Wuppertal“ gewannen die Sportler des Vereins zahlreiche Deutsche Meistertitel sowie diverse Titel bei Weltmeister- und Europameisterschaften.
Im August 2006 wurde das Bootshaus mit allen Booten durch Brandstiftung weitgehend zerstört. Nach erheblichen Anstrengungen der Mitglieder und Sponsoren wurde es im Jahre 2008 neu aufgebaut.